# CFM International LEAP
CFM International LEAP (prej tudi LEAP-X) je dvogredni visokoobtočni turboventilatorski motor. Razvija ga podjetje CFM International, ki je 50-50 partnerstvo med podjetji GE Aviation in Snecma.
Ime LEAP je akronim za "Leading Edge Aviation Propulsion". Nov motor bo uporabljal tehnologijo "LEAP56" od CFM programa iz leta 2005. 
LEAP bo naslednik CFM56-5B in CFM56-7B. Nov motor bo imel podobno arhitekturo kot GEnX. Turbina bo imela tudi lopatice, ki bodo spreminjale obliko pri velikih obratih. LEAP bo deloval pri višjih tlakih kot  CFM-56, GE sicer planira, da bo deloval pod manjšim tlakom, kot je maksimum, da se podaljša življenjska doba in zanesljivost. Več bodo uporabljali tudi kompozitne materiale, "blisk" tehnologijo kompresorja, zgorevalno komoro druge generacije (Twin Annular Pre Swirl - TAPS II) in obtočno razmerje 10-11:1. Poraba goriva naj bi bila 16% manjša kot sedanji motorji.
LEAP bo edini motor na letalu Boeing 737 MAX, opcija na Airbusu A320NEO.

## Naročila
LEAP je nabral več kot 5000 naročil, GE planira izdelati 1700 motorjev do konca 2018.  LEAP je bil izbran za pogon kitajskega letala COMAC C919

## Uporaba
- Airbus A320NEO
- Boeing 737 MAX
- COMAC C919

## Tehnične specifikacije
- Tip: dvogredni, visokoobtočni turbofan (turboventilatorski)
- Dolžina:
- Premer ventilatorja: 1,76 - 2,00 m
- Prazna teža:
- Kompresor: enostopenjski ventilator, 3-stopenjski nizkotlačni kompresor, 10-stopenjski visokotlačni kompresor
- Zgorevalna komora: obročasta
- Turbina: 2-stopenjska visokotlačna, 7-stopenjska nizkotlačna
- Potisk: 18 000-35 000 funtov
- Tlačno razmerje (skupno): 40:1 (na vrhu vzpenjanja)
- Obtočno razmerje: 10:1
- Razmerje potisk/teža:

| Model                                               | LEAP-1A                        | LEAP-1B                        | LEAP-1C                            |
| --------------------------------------------------- | ------------------------------ | ------------------------------ | ---------------------------------- |
| Premer ventilatorja                                 | 78,7 in (2,00 m)               | 68,4 in (1,74 m)               | 75 in (1,9 m)                      |
| Obtočno razmerje                                    | ~11:1                          | ~9:1                           | ~11:1                              |
| Potisk                                              | 24.500–32.900 lbf (109–146 kN) | 23.000–28.000 lbf (100–120 kN) | 27.980–30.000 lbf (124,5–133,4 kN) |
| Poraba goriva (v primerjavi s trenutnim CFM56-7BE ) | ~ -15%                         | ~ -15%                         | ~ -15%                             |
| Konfiguracija                                       | 1-3-10-2-7                     | 1-3-10-2-5                     | 1-3-10-2-7                         |
| Uporaba                                             | Airbus A320NEO family          | Boeing 737 MAX family          | COMAC C919                         |
| Entry into service                                  | 2016                           | 2017                           | 2016                               |